# Elemér Somfay
Elemér Somfay (Budapest, Hungría, 28 de agosto de 1898-ibídem, 15 de mayo de 1979) fue un atleta húngaro, especialista en la prueba de pentatlón en la que llegó a ser subcampeón olímpico en 1924.

## Carrera deportiva
En los JJ. OO. de París 1924 ganó la medalla de plata en la competición de pentatlón, consiguiendo un total de 16 puntos, siendo superado por el finlandés Eero Lehtonen (oro con 14 puntos) y por delante del estadounidense Robert LeGendre (bronce con 18 puntos).